# Гуиннер
Гуи́ннер (англ. Gwinner) — город, расположенный в округе Сарджент (штат Северная Дакота, США) с населением 753 человека по статистическим данным переписи 2010 года.

## География
По данным Бюро переписи населения США, город Гуиннер имеет общую площадь 3,37 квадратных километров, водных ресурсов в черте населённого пункта не имеется.
Гуиннер расположен на высоте 386 метров над уровнем моря.
Климат в городе Гуиннер холодно-умеренный. По классификации Кёппена — холодный семиаридный климат.
| Показатель                | Янв.  | Фев.  | Март | Апр. | Май  | Июнь | Июль | Авг. | Сен. | Окт. | Нояб. | Дек.  | Год  |
| ------------------------- | ----- | ----- | ---- | ---- | ---- | ---- | ---- | ---- | ---- | ---- | ----- | ----- | ---- |
| Средний максимум, °C      | −8,1  | −4,4  | 2,8  | 12,7 | 20,5 | 25,4 | 28,8 | 28,1 | 21,7 | 14,7 | 3,5   | −4,9  | 12,0 |
| Средняя температура, °C   | −14   | −10,3 | −2,9 | 6,1  | 13,2 | 18,4 | 21,5 | 20,5 | 14,2 | 7,5  | −2,1  | −10,4 | 5,1  |
| Средний минимум, °C       | −19,8 | −16,2 | −8,5 | −0,4 | 6,0  | 11,5 | 14,3 | 12,9 | 6,8  | 0,4  | −7,6  | −15,9 | −1,4 |
| Норма осадков, мм         | 12    | 11    | 25   | 48   | 63   | 87   | 72   | 61   | 51   | 35   | 17    | 12    | 494  |
| Источник: Климат Гуиннера |       |       |      |      |      |      |      |      |      |      |       |       |      |

## Демография
| Год переписи                    | Нас. |  | %±     |
| ------------------------------- | ---- |  | ------ |
| 1950                            | 197  |  | —      |
| 1960                            | 242  |  | 22,8%  |
| 1970                            | 623  |  | 157,4% |
| 1980                            | 725  |  | 16,4%  |
| 1990                            | 585  |  | −19,3% |
| 2000                            | 717  |  | 22,6%  |
| 2010                            | 753  |  | 5%     |
| 1950–2010 U.S. Decennial Census |      |  |        |

По данным переписи населения 2000 года в Гуиннере проживало 717 человека, 202 семьи, насчитывалось 298 домашних хозяйств и 329 жилых домов. Средняя плотность населения составляла около 216,3 человека на один квадратный километр. Расовый состав Гуиннера по данным переписи распределился следующим образом: 98,33 % белых, 0,42 % — коренных американцев, 0,42 % — представителей смешанных рас, 0,84 % — других народностей. Испаноговорящие составили 1,12 % от всех жителей города.
Из 298 домашних хозяйств в 31,9 % — воспитывали детей в возрасте до 18 лет, 57,7 % представляли собой совместно проживающие супружеские пары, в 4,7 % семей женщины проживали без мужей, 32,2 % не имели семей. 26,8 % от общего числа семей на момент переписи жили самостоятельно, при этом 9,1 % составили одинокие пожилые люди в возрасте 65 лет и старше. Средний размер домашнего хозяйства составил 2,41 человек, а средний размер семьи — 2,94 человек.
Население города по возрастному диапазону по данным переписи 2000 года распределилось следующим образом: 26,9 % — жители младше 18 лет, 7,7 % — между 18 и 24 годами, 30,5 % — от 25 до 44 лет, 23,2 % — от 45 до 64 лет и 11,7 % — в возрасте 65 лет и старше. Средний возраст жителей составил 35 лет. На каждые 100 женщин в Гуиннере приходилось 110,3 мужчин, при этом на каждые сто женщин 18 лет и старше приходилось 106,3 мужчин также старше 18 лет.
Средний доход на одно домашнее хозяйство в городе составил 44 000 долларов США, а средний доход на одну семью — 48 250 долларов. При этом мужчины имели средний доход в 39 150 долларов США в год против 20 417 долларов среднегодового дохода у женщин. Доход на душу населения в городе составил 18 272 доллара в год. 8,2 % от всего числа семей в округе и 9,8 % от всей численности населения находилось на момент переписи населения за чертой бедности, при этом 13,1 % из них были моложе 18 лет и 6,9 % — в возрасте 65 лет и старше.